# Las amistades peligrosas (ópera)
The Dangerous Liasons es una ópera en dos actos y ocho escenas con música de Conrad Susa y libreto en inglés de Philip Littell basada en la novela Las amistades peligrosas de Pierre Choderlos de Laclos. 
Fue estrenada el 10 de septiembre de 1994 en la San Francisco Opera con dirección escénica de Colin Graham y dirigida por Donald Runnicles con un elenco que incluyó a Thomas Hampson como Valmont, Frederica von Stade como Merteuil, David Hobson como Chevalier de Danceny, Renée Fleming como Tourvel y Mary Mills como Cécile de Volanges.
Fue televisada nacionalmente por la cadena PBS.

## Roles
- Marquise de Merteuil (mezzo-soprano)
- Vicomte de Valmont (baritone)
- Madame de Tourvel (soprano)
- Cécile de Volanges (soprano)
- Madame de Rosemonde (Soprano)
- Madame de Volanges (mezzo-soprano)
- Chevalier de Danceny (tenor)
- Josephine, maid to Cécile
- Emilie, prostituta
- Monsieur Bertrand, (Baritone)